# كريس ليندسي
كريس ليندسي (بالإنجليزية: Chris Lindsay)‏ هو لاعب كرة قاعدة أمريكي، ولد في 24 يوليو 1878 في Moon Township, Pennsylvania ‏ في الولايات المتحدة، وتوفي في 25 يناير 1941 في كليفلاند في الولايات المتحدة.

## وصلات خارجية
- كريس ليندسي على موقعبيزبول رفرنس.كوم (الدوري الرئيسي) (الإنجليزية)
- كريس ليندسي على موقعبيزبول رفرنس.كوم (الدوري الثانوي) (الإنجليزية)